# Lema do bombeamento para linguagens regulares
O lema do bombeamento para linguagens regulares descreve uma propriedade essencial de todas as linguagens regulares: todas as cadeias suficientemente longas duma dada linguagem regular podem ser "bombeadas", isto é, cada uma dessas cadeias tem uma subcadeia central que pode ser repetida arbitrariamente a fim de produzir uma nova cadeia que também pertence à mesma linguagem.
O lema do bombeamento foi primeiro enunciado por Y. Bar-Hillel, Micha Perles e Eli Shamir em 1961. Ele é útil para provar que uma linguagem não é regular. Há vários outros lemas do bombeamento, todos com objetivos similares.

## Enunciado formal
Seja L uma linguagem regular. Então existe um inteiro p ≥ 1 (chamado "comprimento de bombeamento") tal que cada cadeia w de L com comprimento maior ou igual a p pode ser escrita como w = xyz (i.e. w pode ser dividida em três subcadeias) satisfazendo as seguintes condições:
1. |y| ≥ 1
2. |xy| ≤ p
3. para todo i ≥ 0, xyiz ∈ L

y é a subcadeia que pode ser bombeada (removida ou repetida arbitrariamente).
Descrição das condições:
1. Para poder ser bombeada, y precisa ter comprimento maior ou igual a 1;
2. y precisa estar entre os p primeiros caracteres;
3. Podemos repetir arbitrariamente (e inclusive omitir) a subcadeia y, e a cadeia xyz resultante pertencerá a L.

## Expressão formal
{\displaystyle {\begin{array}{l}(\forall L\subseteq \Sigma ^{*})\\\quad ({\mbox{regular}}(L)\Rightarrow \\\quad ((\exists p\geq 1)((\forall w\in L)((|w|\geq p)\Rightarrow \\\quad \quad ((\exists x,y,z\in \Sigma ^{*})(w=xyz\land (|y|\geq 1\land |xy|\leq p\land (\forall i\geq 0)(xy^{i}z\in L))))))))\end{array}}}

## Enunciado informal
O lema do bombeamento descreve uma propriedade fundamental das linguagens regulares: para qualquer linguagem regular L, existe um número p tal que qualquer cadeia w de comprimento igual ou maior que p pode ser dividida em três subcadeias, {\displaystyle w=xyz}, tal que a parte do meio (não-vazia), y, pode ser repetida um número arbitrário de vezes (inclusive 0 vezes, o que significa remover y), gerando uma nova cadeia que também pertence a L.
Esse processo de repetição é conhecido como "bombeamento". O lema do bombeamento garante ainda que o comprimento de xy será no máximo p, o que limita as maneiras em que w pode ser dividida.
É importante notar que linguagens finitas (aquelas que são reconhecidas por um autômato finito) satisfazem o lema do bombeamento por vacuidade, isto é, a maior cadeia pertencente à linguagem é menor que o p dessa linguagem. Deste modo, o lema não pode ser aplicado a nenhuma das palavras dessa linguagem, pois todas as cadeias são menores que p (lembrando que só cadeias de comprimento ao menos p podem ser bombeadas). Então, como não é possível encontrar um contra-exemplo, não existe contradição, e o lema também se aplica a linguagens finitas.

## Uso do lema
O lema do bombeamento é frequentemente usado para provar que uma certa linguagem é não-regular: faz-se uma prova por contradição obtendo uma cadeia dessa linguagem que não obedeça ao lema, isto é, uma cadeia de tamanho pelo menos p que, em se aplicando o bombeamento, forneça uma cadeia que não pertença à linguagem em questão.
Exemplo: podemos provar que a linguagem L = {anbn : n ≥ 0} do alfabeto Σ = {a, b} é não-regular por contradição.
Sejam w, x, y, z, p, e i como descritos anteriormente.
Seja w = apbp. Pelo lema do bombeamento, há de haver uma cadeia w = xyz com |xy| ≤ p e |y| ≥ 1 tal que xyiz pertence a L para todo i ≥ 0. Pela condição |xy| ≤ p do lema do bombeamento, sabemos que y consiste apenas de instâncias de a (já que definimos w = apbp). Fazendo o bombeamento xy2z, obtemos uma cadeia que tem mais instâncias da letra a que da letra b, uma vez que adicionamos instâncias da letra a sem acrescentar novas instâncias da letra b (já que y é composto inteiramente de letras a). Logo, xy2z não pertence a L, o que é uma contradição. Portanto, a suposição de que L é regular está incorreta.

## Prova
Para toda linguagem regular, há um autômato finito determinístico (AFD) que aceita a linguagem. Podemos construir vários autômatos finitos distintos (mas equivalentes) para reconhecer a mesma linguagem, portanto vamos considerar o autômato finito mais simples possível, isto é, aquele com o menor número de estados possível. A quantidade de estados desse AFD é usado como o p da linguagem que ele reconhece. Para uma cadeia de comprimento igual ou maior que p, seja s0 o estado inicial e s1, ..., sp a seqüência dos próximos p estados do AFD conforme a cadeia é lida.
Exatamente porque o AFD tem apenas p estados, nesta seqüência de p + 1 estados visitados deverá haver ao menos um estado "repetido", i.e. visitado mais de uma vez. Chamemos esse estado de S. Entre a primeira e a segunda visita a S, o AFD seguiu uma série de transições que correspondem a uma subcadeia, que chamaremos de y.
Uma vez que o AFD garantidamente visita S ao menos uma vez, não precisamos voltar a S novamente, portanto o AFD não precisa passar pelos estados intermediários representados pela subcadeia y. De modo semelhante, já que o AFD sempre volta a S após seguir as transições representadas por y, segue que podemos repetir y um número arbitrário de vezes.
As condições do lema estão satisfeitas.
Exemplo:
O autômato aceita a cadeia abcd. Essa cadeia tem um comprimento igual ao número de estados do autômato (quatro): o Princípio da casa dos pombos aponta que deve haver ao menos um estado repetido no autômato. Neste exemplo, o único estado repetido é q1.
Já que a leitura da subcadeia bc resulta em transições que iniciam e terminam em q1, essa subcadeia pode ser repetida: o autômato aceita, por exemplo, a cadeia abcbcd.  A subcadeia bc também poderia ser removida e a cadeia resultante ad ainda seria aceita.
Usando a notação do lema do bombeamento, a cadeia abcd é dividida entre um x (a), um y (bc) e um z (d).

## Não-suficiência
O lema do bombeamento não é uma condição necessária e suficiente para a regularidade de uma linguagem: se o lema não é satisfeito numa dada linguagem L, então L não é regular, mas se o lema é satisfeito para uma dada linguagem L, então L pode ou não ser regular.
Para uma prova completa de regularidade de linguagens, veja o Teorema de Myhill-Nerode. Para se provar que uma linguagem é regular, geralmente se constrói um autômato finito ou uma expressão regular para a linguagem.